# Клайв Аллен
Клайв Аллен (англ. Clive Allen, нар. 20 травня 1961, Тауер-Гемлетс) — англійський футболіст, що грав на позиції нападника. По завершенні ігрової кар'єри — тренер.
Виступав, зокрема, за клуб «Тоттенгем Готспур», а також національну збірну Англії.

## Клубна кар'єра
У дорослому футболі дебютував 1978 року виступами за команду клубу «Квінз Парк Рейнджерс», в якій провів два сезони, взявши участь у 49 матчах чемпіонату.
Згодом з 1980 по 1984 рік грав у складі команд клубів «Арсенал», «Крістал Пелес» та знову «Квінз Парк Рейнджерс».
Своєю грою за останню команду привернув увагу представників тренерського штабу клубу «Тоттенгем Готспур», до складу якого приєднався 1984 року. Відіграв за лондонський клуб наступні чотири сезони своєї ігрової кар'єри. Більшість часу, проведеного у складі «Тоттенгем Готспур», був основним гравцем атакувальної ланки команди. У складі «Тоттенгем Готспур» був одним з головних бомбардирів команди, маючи середню результативність на рівні 0,57 голу за гру першості. У сезоні 1986/87 з 33 голами став найкращим бомбардиром англійської футбольної першості.
Протягом 1988—1995 років захищав кольори французького «Бордо», «Манчестер Сіті», «Челсі», «Вест Гем Юнайтед» та «Міллволл».
Завершив професійну ігрову кар'єру у клубі «Карлайл Юнайтед», за команду якого виступав протягом 1995 року.

## Виступи за збірну
1984 року дебютував в офіційних матчах у складі національної збірної Англії. Протягом кар'єри у національній команді, яка тривала 5 років, провів у формі головної команди країни лише 5 матчів.

## Кар'єра тренера
Розпочав тренерську кар'єру у клубній системі «Тоттенгем Готспур», де опікувався резервною командою клубу. Двічі, у 2007 і 2008 роках виконував обов'язки головного тренера основної команди «шпор».

## Титули і досягнення
- Найкращий бомбардир чемпіонату Англії: 1986–87 (33 голи)